# Triphop
Triphop är en typ av elektronisk musik med rötter från Storbritanniens house- och hiphopscen under tidiga 1990-talet. Genren är kanske allra främst associerad med staden Bristol, och kallas därför ibland även för The Bristol Sound. Det är emellertid en väldigt experimentell genre som kan blanda in influenser från en mängd olika genrer såsom soul, funk och jazz. Amerikanska Slant Magazine har definierat genren som "en fusion av hiphop och electronica tills ingen av genrerna kan kännas igen".

## Historik
Triphopens ursprung kan spåras tillbaka till mitten av 1980-talet i Bristol under den tid då housemusiken hade sitt stora genombrott och samtidigt som den amerikanska hiphopen blev alltmer populär. Enligt Merriam-Webster's Dictionary dök termen upp först 1989, dock utan att referera till någon specifik artist. I tryck användes termen första gången av tidskriften Mixmag:s journalist Andy Pemberton i juni 1994 för att beskriva artister på skivbolaget Mo' Wax och DJ Shadows singel "In/Flux".
Upphovsmännen till 1970-talets hiphop var främst Jamaica-födda New York-bor, men nya regionala former av MCing och DJing uppstod, och genrens väg till mainstreamscenen avskilde den snabbt från dess karibiska föregångare. Den brittiska hiphopscenen tenderade att sampla mer från jamaicanska influenser, detta på grund av den stora skaran karibiska anor från den brittiska svarta befolkningen och för att det redan fanns ett intresse av reggae, dancehall och dub i Storbritannien på 1980-talet.
Bristols Wild Bunch var ett av de sound system som satte en lokal prägel på det internationella fenomenet och bidrog till att utforma triphopsoundet. Wild Bunch arbetade mycket ihop med MC:n Adrian "Tricky Kid" Thaws, graffitiartisten och textförfattaren Robert "3D" Del Naja samt DJ:erna Nellee Hooper, Andrew "Mushroom" Vowles och Grant "Daddy G" Marshall. Samtidigt som hiphopscenen mognade till sig i Bristol och musikaliska trender gick mer i riktning mot acid jazz och house i slutet av 1980-talet såg den gyllene eran av sound system sitt slut. Wild Bunch skrev på ett skivkontrakt och utvecklades till Massive Attack, ett musikkollektiv bestående av 3D, Mushroom och Daddy G med intima samarbetsbidrag från Tricky Kid (namnet kortades snart ned till Tricky) och Hooper inom produktionen såväl som diverse gästsångare.

### Huvudsakliga

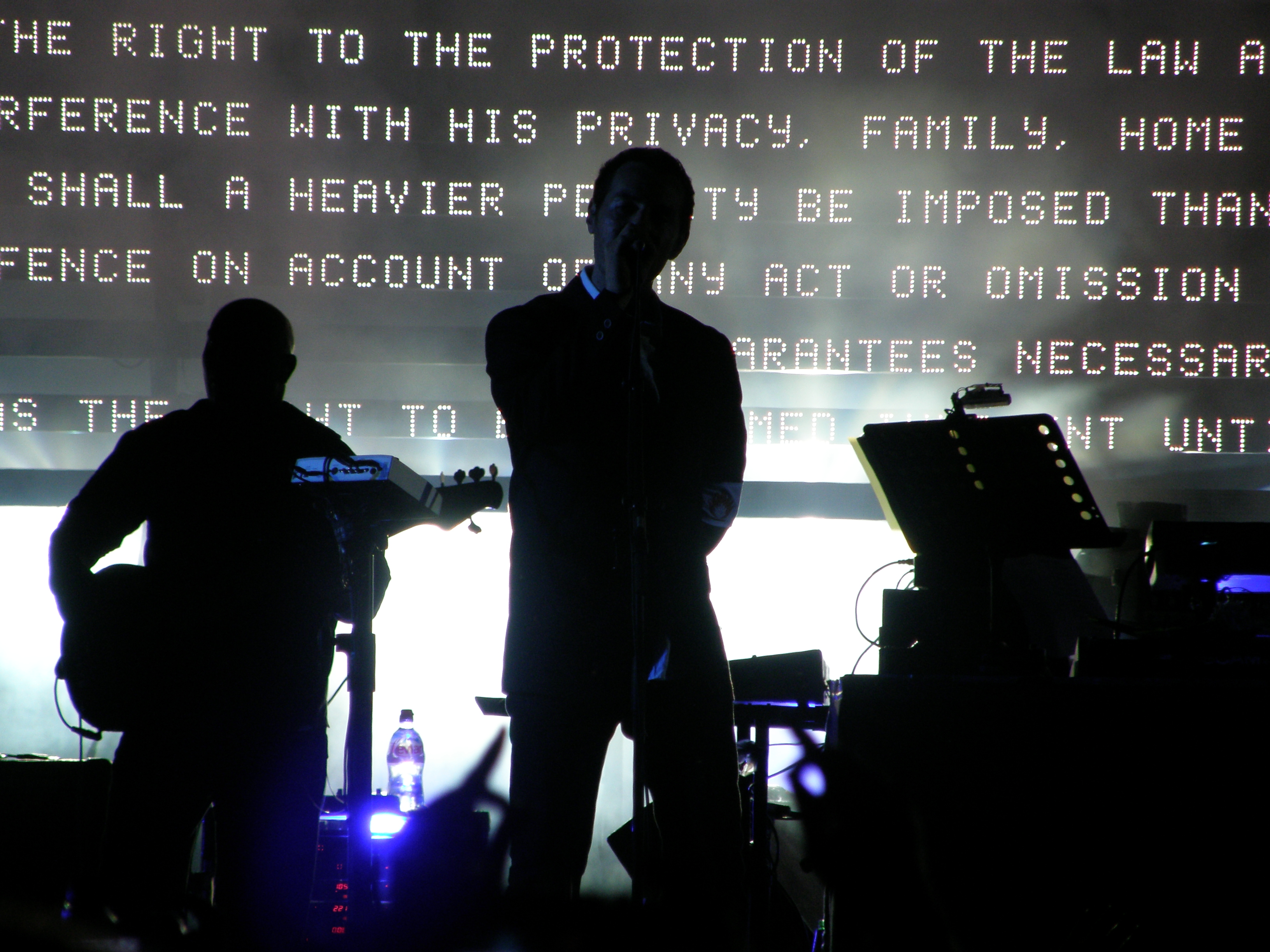
Duon Massive Attack anses vara föregångare till genren.

## Artister och grupper inom triphop
| - DJ Shadow - Howie B - Faithless - FlyKKiller - Nellee Hooper - Moloko - Morcheeba - Massive Attack - Pati Yang - Portishead - Télépopmusik - Tricky - UNKLE - Zero 7 | - Horace Andy - Björk - Dido - Sia Furler - Goldfrapp - Gorillaz - Émilie Simon - Lana Del Rey |